# Контекстний ефект

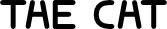
"The CAT " - цей напис класичний приклад впливу контексту. Ми без проблем можемо прочитати букви "H" та "A" у відповідних контекстах, хоча вони насправді нічим графічно не відрізняються між собою.

Контекстний ефект — аспект когнітивної психології, який описує вплив факторів довкілля на сприйняття стимулу. Вплив контекстних ефектів вважається частиною мислення зверху вниз. Ця концепція підтримується теоретичним підходом до сприйняття, відомим як "конструктивного сприйняття" (тобто сприйняття через конструювання ідеї, створення своєї ідеї про щось). Контекстні ефекти можуть впливати на наше повсякденне життя багатьма способами, такими як розпізнавання слів, здібності до навчання, пам'ять і розпізнавання об'єктів. Це може мати значний вплив на маркетингові та споживчі рішення. Наприклад, дослідження показали, що рівень комфорту підлоги, на якому покупці стоять під час перегляду товарів, може вплинути на їх оцінки якості товару, що призведе до більш високих оцінок, якщо підлога зручний, і нижчими оцінками, якщо він незручний. Через такі ефекти, як цей, контекстні ефекти в даний час вивчаються переважно в маркетингу.

## Когнітивні принципи впливу контексту
Ефект контексту використовує спосіб мислення " зверху вниз» ("top-down design") при аналізі інформації. Мислення зверху вниз допомагає розумінню людиною нового образу на базі існуючого досвіду і знань. Цей процес допомагає нам аналізувати знайомі сцени та об'єкти, коли ми стикаємося з ними навіть у нових ситуаціях. У процесі будь-якого сприйняття люди зазвичай використовують або сенсорні дані (мислення «знизу вгору») або попередні знання (мислення «зверху вниз») при аналізі стимулу. Загалом, люди використовують обидва типи обробки стимулів. Використання як сенсорних даних, так і попередніх знань, є одним з варіантів процесу аналізу під назвою «оптимальне імовірнісне мислення», також відомий як Байєсівський висновок; Вчені, які вивчають процес пізнання, показали математично, як контекстні ефекти можуть виникнути в процесі байєсівського виведення. Контекстні ефекти виникають коли ми використовуємо додаткові сигнали (наприклад, фон, розташування) при розгляді стимулу для аналізу самого стимулу. Іншими словами, ми часто приймаємо рішення або приходимо до висновків під впливом навколишнього середовища або завдяки попередньому впливу інших об'єктів.

## Вплив
Контекстні ефекти можуть надавати широкий спектр впливів у повсякденному житті. При читанні складного почерку контекстні ефекти використовуються для визначення того, які букви складають слово. Це допомагає нам аналізувати потенційно неоднозначні повідомлення і правильно їх розшифровувати. Це також може вплинути на наше сприйняття невідомих звуків, заснованих на шумі в навколишньому середовищі. Наприклад, ми можемо заповнити слово, яке ми не можемо розібрати в реченні, заснованому на інших словах, які ми могли б зрозуміти. Контекст може визначати наше ставлення та переконання щодо певних тем на основі поточних факторів навколишнього середовища та нашого попереднього досвіду роботи з ними.
Контекстні ефекти можуть бути зведені нанівець, якщо ми свідомо усвідомлюємо зовнішній стимул або минулу історію, які можуть вплинути на наше рішення. Наприклад, дослідження, проведене Норбертом Шварцем та Джеральдом Клором, показало, що коли люди просили оцінити їх загальну задоволеність життям у сонячні або дощові дні, люди висловлювали більше задоволення в сонячні дні та менше задоволення в дощові дні. Однак, коли людям нагадали про погоду, їх рейтинг задоволеності повернувся до майже рівномірного розподілу. Це дослідження демонструє вплив, який навколишнє середовище може мати на сприйняття, і що, якщо вказати на це, контекстні ефекти можуть бути зведені нанівець.
Контекстні ефекти також впливають на пам'ять. Ми часто краще запам'ятовуємо інформацію в тому місці, де ми її вивчали або вивчали. Наприклад, під час підготовки до тесту краще вчитися в середовищі, в якому буде проходити тест (тобто в класі), ніж в місці, де інформація не була засвоєна і її не потрібно буде згадувати.

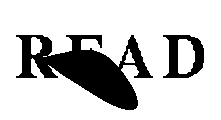
"READ" - гарний приклад "контекстних ефектів". Завдяки цьому ефекту ми можемо зробити висновок, що букви " Е " та " А", які знаходяться позаду плями закінчені.

### Маркетинг
Можливо, найбільша кількість досліджень, що стосуються контекстуальних ефектів, пов'язана з маркетинговими дослідженнями. Контекстуальні ефекти можуть впливати на поведінку споживачів при виборі. У маркетингу досліджуються три основні контекстуальні ефекти. Перший, ефект компромісу, свідчить, що об'єкти, ціни на які знаходяться в середині наборів вибору, розглядаються більш сприятливо. Середній вибір, здається, є гарним компромісом між варіантами, які можуть здатися надто екстремальними. Наприклад, якщо в місцевому магазині продаються Велосипеди за ціною від 50 до 75 доларів; середній покупець, який не шукає розкішний велосипед, зазвичай вибирає велосипед за 60 доларів, тому що він середній і відповідає їх рівню знань. Однак при додаванні велосипеда вартістю 100 доларів у продаж більшість звичайних покупців воліли б вибрати велосипед на 75 доларів дорожче. Це демонструє компромісний ефект вибору велосипеда відповідно до їхніх очікувань щодо середніх цін.
Ефект привабливості, другий контекстуальний ефект на поведінку споживачів, свідчить, що один продукт підвищить привабливість іншого продукту, який схожий, але перевершує його. Показуючи, що продукт перевершує аналогічний, підвищується привабливість і можлива купівельна спроможність переважаючого продукту.
Ефект подібності, третій контекстуальний ефект на поведінку споживачів, свідчить, що продукт заподіє більше шкоди аналогічному продукту в продажах, ніж несхожому продукту. Коли два або більше схожих товару конкурують за увагу, вони будуть тільки відволікати один одного на ринку.
Фірми, які прагнуть збільшити обсяг перепродажу продукції, можуть використовувати ці контекстуальні ефекти для розробки більш прибуткових маркетингових стратегій. Ідея, що лежить в основі цих контекстуальних ефектів в маркетинговій індустрії, полягає в тому, щоб забезпечити більш прибуткові продукти додатковим обміном; підвищення продуктивності на основі контекстуальних ефектів для певних продуктів і проти них.
Вплив контексту на поведінку споживачів
У дослідженні, проведеному на 55 студентах-маркетологах одного з університетів Кореї, дослідники створили змішаний дизайн, щоб перевірити, чи зменшить візуальне обрамлення, що сприяє більш широкому використанню альтернативної обробки, сприйняту привабливість компромісних варіантів. Вони також припустили, що процес прийняття рішення матиме мінімальний вплив на вибір асиметрично домінуючих варіантів.
Дослідники розділили учасників на три умови: обробка на основі атрибутів, обробка на основі альтернатив і контроль. Щоб увічнити атрибутивну та альтернативну обробку у своїх учасників, дослідники використовували різні візуальні тактики для представлення кожного продукту. У групі обробки атрибутів між кожним атрибутом опції продукту були проведені горизонтальні лінії, що виділяють різні атрибути різних продуктів в одному наборі вибору. І навпаки, в групі альтернативного лікування вертикальні лінії були проведені між окремими варіантами продуктів, щоб візуально відокремити їх один від одного. У контрольної групи не було візуального обрамлення. Крім того, дослідники одночасно оцінили, як ефект привабливості та компромісу впливає на ймовірність вибору споживачем цільового бренду, перерахувавши два атрибути для кожного з трьох продуктів у наборі вибору. Залежно від крайності відмінностей між кожним атрибутом продукту варіанти були або поміщені в компромісну, або асиметрично домінуючу підгрупу.  
Результати цього дослідження підтвердили їх гіпотезу, оскільки частота вибору компромісного варіанту в значній мірі залежить від відмінностей у візуальному обрамленні атрибута і альтернативних методах обробки на основі. Дослідження показало, що коли альтернативне лікування не було заохочено, ефект компромісу мав пріоритет над прийняттям рішень учасниками.  Крім того, дослідження показало, що не було суттєвої різниці між атрибутивною та контрольною обробкою, оскільки ймовірність вибору асиметрично домінуючого варіанту була однаково висока у всіх трьох умовах кадрування.

### Сприйняття художнього твору
Контекст також впливає на сприйняття художнього твору. Твори мистецтва, представлені в класичному музейному контексті, сподобалися більше і були оцінені більш цікавими, ніж в стерильному лабораторному контексті. Хоча конкретні результати значною мірою залежать від стилю представленого твору мистецтва, в цілому ефект контексту виявився більш важливим для сприйняття твору мистецтва, ніж ефект автентичності (незалежно від того, чи був твір представлений як оригінал або як копія).